# Hilary Minc

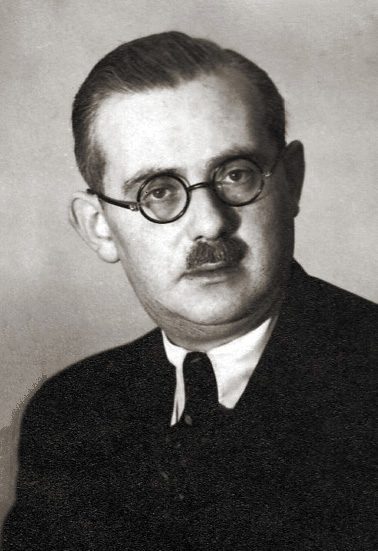
Hilary Minc

Hilary Minc (* 24. August 1905 in Kazimierz Dolny; † 26. November 1974 in Warschau) war ein polnischer Ökonom und Politiker.
Minc, Sohn aus einer bürgerlichen jüdischen Familie, trat 1921 in die Kommunistische Partei Polens (KPP) ein und studierte Rechtswissenschaften an der Universität Warschau. Als ihm aufgrund von agitatorischen Aktivitäten die Verhaftung drohte, setzte er sich 1924 nach Frankreich ab, wo er sein Studium fortsetzen konnte. Dieses schloss er mit einer Promotion über den Geldumlauf ab. In Frankreich wurde er ebenfalls Mitglied der kommunistischen Partei. Außerdem trat er als Gewerkschafter in Erscheinung und half, polnische Grubenarbeiter in Nordfrankreich in der Gewerkschaft CGT zu organisieren. 1928 wurde er deswegen aus Frankreich ausgewiesen. Wieder in Polen, trat er in den Staatsdienst (Statistisches Amt und Beirat im Finanzministerium), wurde aber aufgrund seiner fortwährenden politischen Aktivitäten 1937 entlassen. Seit 1939 lebte er in der UdSSR, wo er zunächst Volkswirtschaft an der Universität Samarkand lehrte.
1943 war er Mitorganisator der 1 Warszawska Dywizja Piechoty, der Keimzelle der späteren Polnischen Volksarmee. Er gehörte verschiedenen kommunistischen Organisationen an und war seit 1944 Mitglied des Politbüros beim ZK der PPR und dort für die Industriepolitik zuständig, nach 1948 der PZPR (PVAP). Von 1944 bis 1947 war er zugleich Minister für Industrie, von 1947 bis 1949 für Industrie und Handel, von 1949 bis 1956 stellvertretender Ministerpräsident, zwischen 1949 und 1954 zugleich Vorsitzender der Staatlichen Kommission für Wirtschaftsplanung.
Bei einer Feier für die Rückgewinnung der sogenannten wiedergewonnenen Gebiete erklärte Minc seine Freude über die Rückkehr der durch das Potsdamer Abkommen gewonnenen Gebiete und erklärte, dass Polen jedes Recht habe, die verbleibende deutsche Bevölkerung zu liquidieren.
Minc war neben Bolesław Bierut und Jakub Berman der wichtigste kommunistische Funktionär Polens in der Hochzeit des Stalinismus. Nach 1956 zog er sich komplett aus dem öffentlichen Leben zurück.
Minc heiratete 1925 Julia Mincowa, geb. Heflich, die nach dem Zweiten Weltkrieg bis 1954 Chefredakteurin der Polnischen Presseagentur (PAP) war und anschließend bis 1956 stellvertretende Leiterin der Staatlichen Etatkommission.